# Polybus (koning van Korinthe)
Polybus (Oudgrieks: Πόλυβος, Pólybos) was de Korinthische koning die Oedipus grootbracht.
Nadat van laatstgenoemde de verschrikkelijke toekomst was voorspeld, werd hij, als baby nog, weggevoerd, door een herder gevonden en naar diens koning, Polybus, gebracht. Pas toen een van zijn vrienden zich later in de hitte van een ruzie versprak, besefte Oedipus dat hij vreemdeling was, en verliet het hof van Polybus.